# La stanza del vescovo
La stanza del vescovo (A Alcova do Bispo (título em Portugal) ou Venha Dormir lá em casa esta noite (título no Brasil)) é um filme franco-italiano realizado por Dino Risi em 1977.